# 八尾市立上之島中学校
八尾市立上之島中学校（やおしりつ かみのしまちゅうがっこう）は、大阪府八尾市上之島南六丁目にある公立中学校。
従来の八尾市立八尾中学校の校区を分離し、1971年に開校した。毎年8月に、地域と協力して、ジュニアファイアーカーニバルという行事を行っている。かつては校舎の中心にピロティと空中図書館が設けられておりこの中学校の特徴となっていが、耐震工事に伴って撤去された。司書カウンターは南側にあり、図書館が校舎間の通路として使われることは頻繁ではなかった
府立八尾支援学校と隣接しており、本校生徒会とは交流を行っている。

## 沿革
- 1971年
  - 4月1日 - 八尾市立上之島中学校として現在地に開校。当初は仮設校舎で授業。
  - 5月 - 校旗・校章制定。
- 1972年3月1日 - 校舎が完成。この日を創立記念日とする。
- 1974年
  - 1月 - 校歌制定。
  - 6月 - プール完工。
- 1980年
  - 4月 - 八尾市立東中学校を分離。
  - 10月 - 創立10周年。記念行事がもたれ、PTAが記念碑を設置。
- 2015年9月 - 校舎耐震工事、増築工事完了[2]

## 教育目標
- 1.主体的に学び、たくましく生きる力を育てる。
- 2.豊かな人間性を持ち、共に生きる力を育てる。

## 学生生活

### クラブ活動
2019年現在、以下のクラブが活動している。
- 男子バスケットボール部
- 女子バスケットボール部
- 女子バレーボール部
- 女子ソフトボール部
- 女子テニス部
- 水泳部
- 陸上部
- サッカー部
- 軟式野球部
- 音楽クラブ
- 科学部
- 美術部

## 通学区域
八尾市立山本小学校と八尾市立上之島小学校の通学区域。
- 八尾市 山本町北、堤町、上之島町北、上之島町南1-4丁目、長池町4-5丁目、小畑町4丁目、福万寺町南、福栄町、西高安町2-5丁目、上尾町4-9丁目の全域。
- 八尾市 上之島町南5-7丁目、小畑町3丁目、緑ヶ丘4-5丁目、西高安町1丁目、上尾町1-3丁目のそれぞれ一部。

## 交通
- 近鉄大阪線 河内山本駅 北東へ約1km。
- 近鉄バス 上之島町バス停。